# لایونل دی‌آراگون
لایونل دی‌آراگون (انگلیسی: Lionel d'Aragon؛ زادهٔ ۱۸۶۳ - درگذشته ۱۹۴۱) یک هنرپیشه اهل بریتانیا بود.
از فیلم‌ها یا برنامه‌های تلویزیونی که وی در آن نقش داشته است می‌توان به دره وحشت، زنان کوچک، گای فاکس، ملکه باکره و اولین مردان در ماه اشاره کرد.